# West Franklin
West Franklin  è una township degli Stati Uniti d'America, nella contea di Armstrong nello Stato della Pennsylvania. Secondo il censimento del 2000 la popolazione è di 1.935 abitanti.

## Società

### Evoluzione demografica
La composizione etnica vede una prevalenza della razza bianca (99,28%), seguita quella asiatica (0,16%), dati del 2000.
| township di Kiskiminetas Popolazione |       |
| 2000                                 | 1.935 |
| Stima al 2009                        | 1.833 |